# Eric W. Weisstein
Eric W. Weisstein, né le 18 mars 1969 à Bloomington (Indiana), est un encyclopédiste américain dans les domaines des mathématiques et des sciences, créateur en particulier de l'encyclopédie en ligne MathWorld.

## Biographie
Eric W. Weisstein a un doctorat d'astronomie du California Institute of Technology, puis a participé à divers travaux de recherche en astronomie et en mathématiques.
Il avait pour habitude de prendre des notes sur toutes ses lectures concernant les mathématiques. En 1995, il publia ses notes sur Internet dans un site appelé Eric's Treasure Trove of Mathematics (Les trésors mathématiques d'Éric), ce qui représentait plusieurs centaines de pages couvrant une large partie des mathématiques. Son site devint rapidement populaire, étant la seule source importante d'information sur ce sujet sur Internet. Il rajouta des informations régulièrement et accepta des contributions d'autres internautes. En 1998, il signa un contrat avec l'éditeur CRC Press pour publier le contenu du site dans un livre et sur CD-ROM, intitulés CRC Concise Encyclopedia of Mathematics. Le site en ligne toujours gratuit vit alors son accès partiellement restreint.
En 1999, Eric Weisstein rejoignit la société Wolfram Research, emmenant son site qui fut renommé MathWorld et à nouveau publié dans son intégralité.
Depuis lors, Eric Weisstein développe plusieurs projets d'encyclopédies scientifiques sur Internet.
Il est également consultant pour la série télévisée Numb3rs.

## Les encyclopédies de Weisstein

### Terminées
- MathWorld
- ScienceWorld

### En développement
- Livres scientifiques
- Game of Life in Cellular Automata Theory
- Musique
- Fusées